# Давальческое сырьё
«Дава́лец … — напр. кто даёт железо для выковки гвоздей, платя за работу.
„Это давалец наш, мы на него работаем; он у нас забирает.“»
Давальческое сырьё — исходный сырьевой продукт, передаваемый заказчиком изготовителю с целью переработки в готовую продукцию. Стоимость переработки оплачивается заказчиком. Владельца сырья называют давальцем.
В бухгалтерском учёте давальческое сырьё отражают на забалансовом счете «Материалы, принятые в переработку» по ценам, установленным в договоре на переработку.
Согласно правилам статистической отчётности стоимость давальческого сырья исключается при расчёте валовой продукции.
Примеры давальческого сырья:
- зерно для размола на мельнице или переработки в комбикорм;
- шерсть для изготовления валяной обуви;[2]
- молоко для выработки сливочного масла, творога и т. д.;[3]
- лес-кругляк для производства пиломатериалов;[4]
- сахарная свёкла в обмен на сахар (такой бартер был популярным в свёклосеющих хозяйствах СССР в 1988—1991 гг., когда сахарный песок продавался по талонам);[5]
- мясо (или скот на убой) для производства колбасы (при этом заказчик помимо работы оплачивал стоимость дополнительных ингредиентов — молока, яиц, специй).[6]